# Donato Paduano
Donato Paduano (Campobasso, Italia; 28 de noviembre de 1948 – 19 de noviembre de 2024) fue un boxeador italo-canadiense de la categoría de peso wélter.

## Carrera
Aunque nació en Italia se nacionalizó canadiense para competir en los Juegos Olímpicos de México 1968 en la categoría de peso wélter, donde venció en la segunda ronda a Fidelis Onye Som de Nigeria por decisión dividida, pero terminó eliminado en la tercera ronda por Mario Guilloti de Argentina (que terminó ganando la medalla de bronce) por decisión unánime.
También participó en los Juegos Panamericanos de 1967 pero no obtuvo medalla.